# Hausmaler

Hausmaler

Als Hausmaler bezeichnet man die in Deutschland in der ersten Hälfte des 18. Jahrhunderts tätigen Porzellanmaler, die nicht durch einen festen Vertrag an eine Manufaktur gebunden waren, sondern selbständig in eigener Werkstatt Auftragsarbeiten durchführten. Von einigen wurde auch Glas und Fayence bemalt.

## Arbeitsweise
Für die Beschaffung des Materials war der Künstler selbst verantwortlich. Er bezog ungemaltes oder vorläufig bemaltes Geschirr aus Manufakturen, führte die Malereien oder Überarbeitungen von ansatzweise vorhandenen Dekoren sowie den Muffelbrand selber aus und belieferte auf eigene Rechnung individuelle Auftraggeber oder Händler.
Häufig kannten sich diese Künstler in mehreren Handwerkszweigen aus. So waren beispielsweise Johann Schaper und Abraham Helmhack aus Nürnberg sowie Ignaz Preissler aus Breslau gleichzeitig Glasmaler und für die Technik der Schwarzlotmalerei bekannt. Bartholomäus Seuter (1678–1754) aus Augsburg war gleichzeitig Kupferstecher und Modellschneider, Goldschmied und Seidenfärber.

## Künstler und ihr Werk

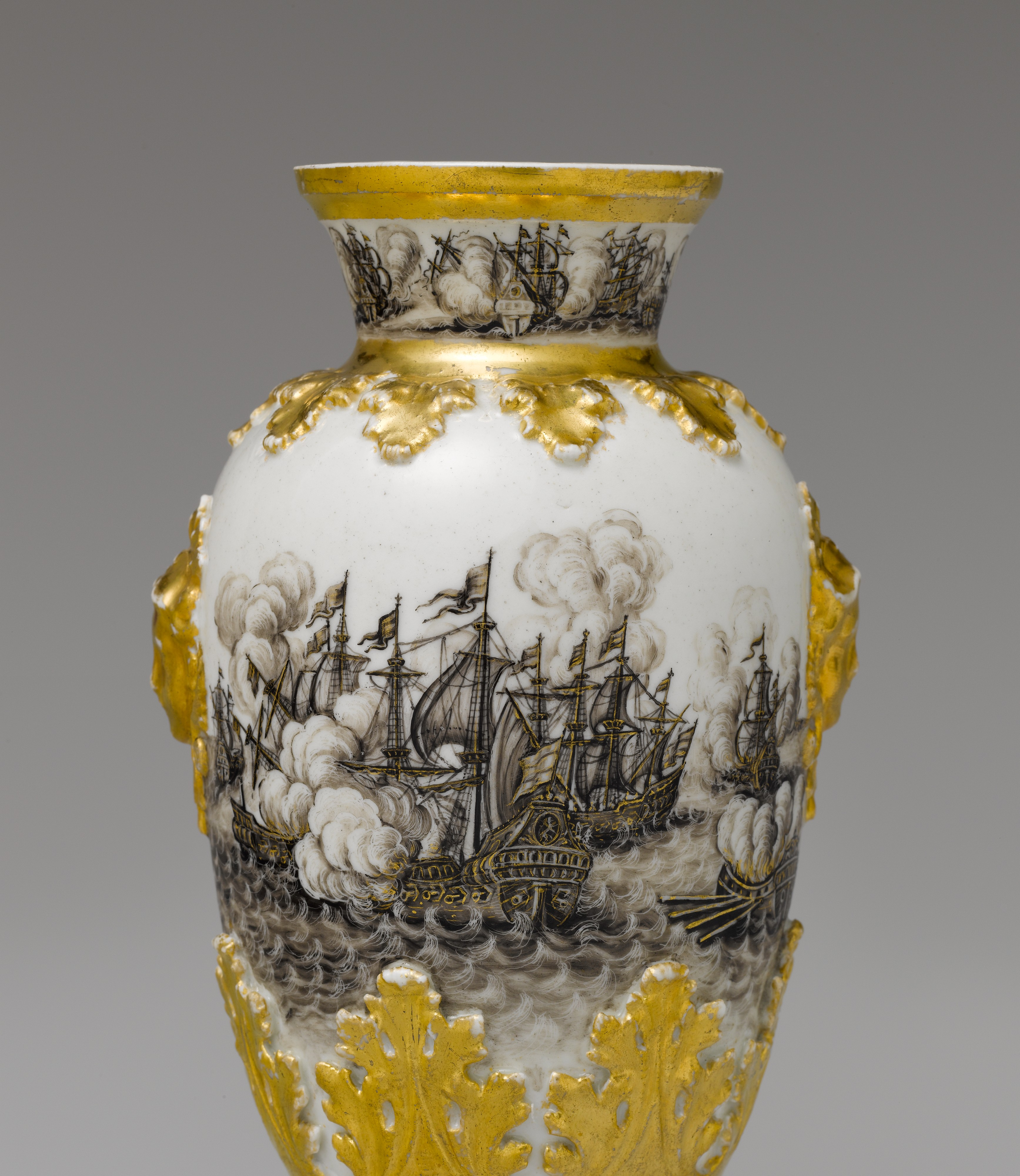
Vase aus Meißner Porzellan mit Schwarzlotmalerei (Ignaz Preissler) und Goldmontierung dekoriert.

In der Anfangszeit der Porzellanmanufakturen arbeiteten diese noch oft mit den Hausmalern zusammen. So bekamen die besten Augsburger Hausmaler wie die Brüder Abraham und Bartholomäus Seuter sowie Johannes Aufenwerth Aufträge für die Porzellanmanufaktur Augusts des Starken in Meißen und wurden dort besonders für feine Chinoiserien bekannt.
Die Beschaffung des Materials war aufwändig und kostspielig. Nur die besten Künstler konnten sich deshalb diese Arbeitsweise leisten und in eigenem Namen signieren. Ohne die Hilfe eines finanzstarken Auftraggebers war eine rentable Arbeit kaum möglich. Ignaz Preisslers langjähriger Förderer beispielsweise war Graf Franz Karl Liebsteinsky von Kolowrat in Kronstadt/Ostböhmen, auf dessen Gut der Künstler seine Werkstatt unterhielt.
Für die Wiener Porzellanmanufaktur arbeiteten u. a. die Breslauer Hausmaler Ignaz Bottengruber und Karl Ferdinand von Wolfsburg, die auch Aufträge für Meißen annahmen. Szenen aus der antiken Mythologie sind für sie typisch.
Gelegentlich wurde von den Manufakturen auch unbemaltes Porzellan zweiter Wahl an Hausmaler veräußert, die Fehlstellen geschickt übermalten und auf eigene Rechnung verkauften. Um das zu verhindern, war es in anderen Porzellanfabriken verboten, unbemalte Ware zu verkaufen.

## Schattendasein und Ende der Hausmaler
Mit zunehmender Perfektionierung der Porzellanmalerei in den Manufakturen wurden die Hausmaler als unliebsame Konkurrenz angesehen. Auch verweigerten manche Manufakturen den Hausmalern die Lieferung von unbemalter Ware, die ohnehin meist nur aus Ausschussware (sogenanntem „Brack“) bestand. Um die Mitte des 18. Jahrhunderts zogen es die meisten Porzellanmaler vor, sich an eine sichere und rationell produzierende Manufaktur zu binden. Allein in Deutschland gab es bis 1900 ca. 80 ihrer Art. Wer es nicht zu großer Kunst brachte, hatte es mit der Reputation schwer. Die selbständig bleibenden wurden als „Winkelmaler“ und „Pfuschmaler“ (frz. „Chambrelan“) diffamiert.